# Kazimierz Barburski
Kazimierz Zygfryd Barburski (Łódź, 1942. augusztus 7. – Łódź, 2016. május 26.) világbajnoki ezüstérmes, olimpiai bronzérmes lengyel párbajtőrvívó.